# 204
Cette page concerne l'année 204  du calendrier julien. Pour l'année 204 av. J.-C., voir 204 av. J.-C. Pour le nombre 204, voir 204 (nombre). Pour la voiture, voir Peugeot 204.
L'année 204 est une année bissextile qui commence un dimanche.

## Événements
- 1er-11 juin : célébration des Jeux séculaires à Rome[1].

- Automne : l'opposition au préfet du prétoire Plautien, rendue évidente par les railleries du public pendant les Jeux, grandit à Rome. Son beau-fils Antoninus (futur Caracalla), probablement à cause de l'échec de son mariage avec Plautilla, projette de l'assassiner. Peu avant sa mort, P. Septimius Geta révèle à son frère Septime Sévère les agissements criminels de Plautien[2].

- Édification d'un arc par Septime Sévère sur le forum Boarium à Rome[3].

## Naissances en 204
- Héliogabale (Élagabal), empereur romain (ou 205).
- Philippe l'Arabe, empereur romain.

## Décès en 204
- Gongsun Du, général des Han.